# Philip Massinger
Philip Massinger (gedoopt in Salisbury, 24 november 1583 - Londen, 17 maart 1640) was een Engels toneelschrijver.
Zijn vader Arthur Massinger was parlementslid en werkte als agent voor Henry Herbert, 2e graaf van Pembroke (die overigens beschermheer was van het toneelgezelschap Pembroke's Men).
Massinger studeerde in Oxford, maar behaalde er geen graad. Uit papieren van theatermanager Philip Henslowe blijkt dat Massinger al in 1613 als toneelschrijver voor hem werkte, na waarschijnlijk eerst als acteur te hebben gewerkt.
Massingers naam verschijnt voor het eerst op een werk gepubliceerd in 1622, The Virgin Martyr, dat hij schreef in samenwerking met Thomas Dekker. Hij schreef vele stukken in samenwerking met diverse andere schrijvers, maar ook 16 solowerken. De volgende stukken, voornamelijk komedies en tragikomedies, zijn geïdentificeerd als werk van Massinger zelf (tussen haakjes de datum van publicatie):
- The Maid of Honour (1632)
- The Duke of Milan (1638)
- The Unnatural Combat (1639)
- The Bondman (1624)
- The Renegado (1630)
- The Parliament of Love (1805)
- A New Way to Pay Old Debts (1632)
- The Roman Actor (1629)
- The Great Duke of Florence (1636)
- The Picture (1630)
- The Emperor of the East (1632)
- Believe as You List (1653)
- The City Madam (1658)
- The Guardian (1655)
- The Bashful Lover (1655)

Van Massingers werk zijn met name A New Way to Pay Old Debts, The City Madam en The Roman Actor langere tijd populair gebleven. 
Philip Massinger werkte samen met onder meer John Fletcher, Francis Beaumont, Nathan Field, John Ford, Ben Jonson, George Chapman, Thomas Middleton en William Rowley, soms met meerdere van deze schrijvers tegelijkertijd.
Na de dood van Philip Henslowe in 1616 begonnen Massinger en Fletcher te schrijven voor de King's Men, het gezelschap dat voordien voornamelijk stukken speelde van 'huisschrijver' William Shakespeare. Tussen 1623 en 1626 schreef hij voor de Lady Elizabeth's Men, die toen optraden in The Cockpit, de stukken The Parliament of Love, The Bondman en The Renegado. The Great Duke of Florence werd in 1627 gespeeld door Queen Henrietta's Men.
Massinger overleed onverwacht in zijn huis nabij het Globe Theatre en werd op 18 maart 1640 begraven op het kerkhof van St. Saviour's in Southwark, in hetzelfde graf als John Fletcher. 
- Bibliothèque nationale de France: cb121749909 (data)
- CiNii: DA01718273
- Gemeinsame Normdatei: 118782487
- International Standard Name Identifier: 0000 0001 1025 2349
- Library of Congress Control Number: n50082868
- Nationale Bibliotheek van Tsjechië: jn20011018247
- Nationale bibliotheek van Australië: 35333584
- Nationale Bibliotheek van Israël: 987007279736205171
- Nederlandse Thesaurus van Auteursnamen: 070734305
- Istituto Centrale per il Catalogo Unico: SBLV068247
- SNAC: w62b95f6
- Système universitaire de documentation: 030306876
- Trove: 915358
- Virtual International Authority File: 39419260
- WorldCat: E39PBJmDjV8wgvhdJfQTwjCxXd